# Střet králů
Střet králů (A Clash of Kings) je druhá kniha z fantasy série Píseň ledu a ohně amerického autora George R. R. Martina. Navazuje na události popsané ve Hře o trůny. Události následující knihy, Bouře mečů, se ve zhruba první třetině časově překrývají s koncem Střetu králů.
Kniha poprvé vyšla 16. listopadu 1998 ve Velké Británii, americké vydání přišlo až v březnu 1999. V roce 1999 vyhrála kniha cenu Locus (stejně jako předchozí díl Hra o trůny) a byla nominována na cenu Nebula.
V češtině vyšlo první vydání ve dvou svazcích v roce 2001.
V roce 2012 byla kniha adaptována jako druhá série seriálu HBO, který nese stejný název jako první série - Hra o trůny.

## Děj
Kniha dějově přímo navazuje na Hru o trůny. V Západozemí začíná takzvaná válka pěti králů. Prvním z nich je Joffrey Baratheon v Králově přístavišti sedící na Železném trůně Sedmi království Západozemí. Dalšími dvěma jsou mladší bratři předchozího krále Roberta, Stannis a Renly Baratheonovi. Na severu byl svými vazaly králem prohlášen Robb Stark. Vládce Železných ostrovů, Balon Greyjoy, se rovněž prohlásí králem ostrovů. Zatímco Joffrey a bratři Baratheonové bojují o nadvládu nad Železným trůnem, Robb Stark a Balon Greyjoy o nezávislost svých království nad mocí Králova přístaviště.
Stannis Baratheon se rozhodne pohnout se ze svého sídla, Dračího kamene a získat podporu pro legitimizaci jeho nástupnictví po bratru Robertovi. Robb Stark posílá svého přítele a svěřence svého otce Theona Greyjoye za jeho otcem, vládcem Železných ostrovů, s žádostí o spojenectví proti Joffreymu na Železném trůnu. Stejně tak posílá vyjednávat svou matku Catelyn za nejmladším z Baratheonů Renlym, který má významnou finanční a vojenskou podporu bohatého rodu Tyrellů. Catelyn se setkává jak s Renlym, tak i se Stannisem Baratheony. Oba by rádi získali Robba na svou stranu, ale pouze jako svého vazala a nikoli krále samostatného severu. Odmítají návrh se ze všeho nejdřív vypořádat společnými silami s Lannistery v Králově přístavišti. Catelyn je nakonec svědkem toho, jak Renlyho zabije podivný stín (dílo Stannisovy čarodějky Mellisandry), a utíká společně s bojovnicí Brienne zpět do Řekotočí, rodného sídla rodu Tullyů. Lord Tully, otec Catelyn, podporuje samostatnost severu a vládu svého vnuka Robba.
Theon Greyjoy předloží otci Robbův návrh spojenectví, ten ho ale odmítne, protože má v úmyslu něco docela jiného. Své bojovníky a svou jedinou dceru Ašu posílá dobývat Sever, který je bez vojenské moci Starků slabý. Theon, který se snaží Balonu Greyjoyovi dokázat, že je hoden být jeho dědicem, se rozhodne získat pro sebe Zimohrad, sídlo Starků. Robbovi bratři Bran a Rickon, které drží Theon jako rukojmí, utečou (ve skutečnosti se schovávají pod Zimohradem v rodových kobkách) a Theon místo nich zabije dva chlapce z nedalekého mlýna, aby neztratil tvář a Starkovi synové jsou prohlášeni za mrtvé. Zimohrad nakonec se svými muži poničí a vypálí Ramsay Sníh, bastard severského lorda Boltona, který nechá povraždit jak obyvatele hradu, tak přilehlého městečka a Theona vezme do zajetí.
Když se o smrti svých synů dozví lady Catelyn, rozhodne se situaci řešit radikálně a snaží se zachránit alespoň své dcery. Propustí Jaimeho Lannistera, Robbova nejcennějšího zajatce, protože jeho bratr Tyrion (nyní pobočník krále Joffreyho) prohlásil, že pokud bude propuštěn Jaime, budou propuštěny i dcery Eddarda Starka. Chránit na cestě do Králova přístaviště má Jaimeho bojovnice Brienne.
Do Králova přístaviště se mezitím inteligentní trpaslík Tyrion Lannister snaží vrátit cosi jako spravedlnost. Ochrání dokonce Sansu Stark před bitím, které jí uštědřuje Joffrey. Právě díky jeho inteligenci nakonec zůstane hlavní město a trůn v rukou Lannisterů, když jeho intrika pomůže vyhrát námořní bitvu proti Stannisovi u Králova přístaviště. Se zbytkem Stannisovy armády se pak vypořádají spojené síly lorda Tywina Lannistera a rodu Tyrellů, které pro Joffreyho věc pomohl získat správce královské pokladny Petyr Baeliš.
Arya Stark se na útěku z Králova přístaviště setkává s drsnou realitou války. Je svědkem mučení a zabíjení a nakonec se stává služkou na obřím hradě jménem Harrenov. Díky jejímu přičinění se Harrenov dostane do rukou jednoho ze severských lordů, Roose Boltona. Nakonec se ale rozhodne mu raději neodhalovat svou identitu a z Harrenova uteče.
Jon Sníh mezitím za Zdí opouští své bratry z Noční hlídky a na oko přebíhá na stranu Divokých. Ti mají v úmyslu dostat se přes Zeď do pohostinnějších jižních krajin. Jindy neslučitelné divoké kmeny se spojily pod vedením Manceho Nájezdníka, bývalého člena Noční hlídky a táhnou na jih. Jon se mezi Divokými seznamuje s rusovlasou dívkou Ygritte a zamilují se.
Daenerys Targaryen mezitím na Essosu doputuje přes Rudou pustinu do města Qarth, kde její draci vzbudí senzaci. V místní čarodějné věži je také svědkem několika vizí a vyslechne několik vágních proroctví. Nakonec dospívá k názoru, že Qarth ji nemůže nic nabídnout a vydává se dál.

## Vypravěči
Každá kapitola je vyprávěna v er-formě z pohledu jedné z postav. Jejich stav mysli, názory a vztah k ostatním silně ovlivňuje styl vyprávění, takže ani jeden z pohledů se nedá popsat jako nezaujatý. Ve Střetu králů je devět takových postav a jedna postava, která je vypravěčem prologu.
- Prolog: mistr Cressen, mistr na Dračím kameni.
- Lady Catelyn Stark z rodu Tully, vdova po Eddardu Starkovi.
- Ser Davos Mořský, bývalý pašerák, rádce a pobočník krále Stannise.
- Sansa Stark, starší dcera Eddarda a Catelyn.
- Arya Stark, mladší dcera Eddarda a Catelyn.
- Bran Stark, druhý syn Eddarda a Catelyn.
- Jon Sníh, nemanželský syn Eddarda Starka.
- Tyrion Lannister, trpaslík, bratr královny Cersei a Jaimeho Lannistera, syn lorda Tywina Lannistera.
- Daenerys Targaryen, dědička rodu Targaryenů, matka draků
- Theon Greyjoy, dědic Balona Greyjoye.